# Udenheim
 (janvier 2015).
Udenheim (Hesse rhénane) est une commune allemande de l'arrondissement d'Alzey-Worms, en Rhénanie-Palatinat (Allemagne).

## Bref portrait
Udenheim est situé dans un cadre agréable entre les vignes. Ses vignobles ont été mentionnés pour la première fois le 12 juin 773 avec une donation de Selfniu à l'Abbaye et Altenmünster de Lorsch.
Dans le village, la Cathédrale Saint-Vincent de Chalon-sur-Saône, l'électorat de Mayence et l'évêque de Worms a été de la possession.

## Liaison routière
À 18 kilomètres au sud-ouest de Mayence, relié au réseau autoroutier par la Bundesautobahn 63. Des pistes cyclables relient Udenheim à Oppenheim, Mayence et Ingelheim.

## Bâtiments, Places et autres Monuments
- Église montagnarde dédiée à Pancrace de Rome
  - Le crucifix d’Udenheim, qui toutefois n'est pas un ornement d’origine et aujourd'hui à la Chapelle Saint-Gothard de la Cathédrale Saint-Martin de Mayence, a été racheté en 1962 à l'église d’Udenheim. La date de fabrication de cette croix est controversée : pour certains, elle remonterait au VIIIe siècle, mais on s'accorde généralement sur une origine entre 610 et 780.
  - Le donjon d'église sur la place (24 octobre 1875) en centre-ville
  - Le pierre palme « arbor vitae » avant Christe
- Ancien bâtiments domaine de l'économie agricole de la noblesse de chevalier d'Udenheim, famille Löwenstein, von Gemmingen, von Bibra (de), Dalberg, von Geispizheim, von Dagenrod et Johann Philipp Köth von Wanscheid.

## Économie

### Le vin de Udenheim
Les vins dorés des crus Goldberg, Sonnenberg et Kirchberg et aussi les Großlage Mainzer Domherr sont connus au-delà des frontières de la région et ont trouvé des amateurs dans le monde entier.
Il n'est donc pas étonnant que des tavernes et des "Straußwirtschaft" (auberges ouvertes en saison chez le vigneron) accueillent le visiteur, qu'une grande fête du « vin et tournesol» ait lieu traditionnellement le dernier week-end de juillet mais aussi qu'une relation d'amitié intense soit entretenue avec la célèbre de Blaisy-Bas en Bourgogne.